# Drehscheibe (Bahnzeitschrift)
Die Zeitschrift Drehscheibe ist eine seit Januar 1983 erscheinende Eisenbahnzeitschrift, die von der Arbeitsgemeinschaft DREHSCHEIBE e. V. herausgegeben wird. Sie wird ehrenamtlich erstellt und überwiegend über Abonnements und den Bahnhofsbuchhandel vertrieben. Trotz der geringen Auflage ist die Zeitschrift in Fachkreisen bekannt, was vor allem auf ihren Internetauftritt Drehscheibe Online zurückzuführen ist, der ein großes Forum enthält.

## Geschichte
Die Zeitschrift entstand Ende 1982 aus dem Zusammenschluss der Zeitschriften Dompfeil Kurier aus Köln und Prellbock aus Münster. Herausgeber ist der im Jahre 1988 entstandene Verein Arbeitsgemeinschaft DREHSCHEIBE e. V. mit Sitz in Köln. Die Auflage von anfangs 170 Exemplaren konnte auf mittlerweile rund 6000 Exemplare gesteigert werden. Auch das Herstellungsverfahren wandelte sich mit fortschreitender Technik von der Fotokopie über den klassischen Offsetdruck zum digitalen Direktdruck.
Daneben veröffentlicht die Arbeitsgemeinschaft DREHSCHEIBE e. V. weitere Fachpublikationen zu ausgewählten Eisenbahnthemen als Sonderhefte unter gleichem Namen. Ziel des Vereins ist unter anderem die Schaffung einer Plattform zum Informationsaustausch für Eisenbahnfreunde; dafür betreibt er seit Oktober 1996 neben dem Printmedium auch eine Internetplattform. Diese entwickelte sich mittlerweile zu einem der größten Eisenbahnforen im deutschsprachigen Raum.

## Sonstiges
Eine Zeitung ähnlichen Namens, die GKB-Drehscheibe, wird von der Graz-Köflacher Bahn und Busbetrieb GmbH als Mitarbeitermagazin herausgegeben.